# Піттсфорд (Вермонт)
Піттсфорд (англ. Pittsford) — місто (англ. town) в США, в окрузі Ратленд штату Вермонт. Населення — 2862 особи (2020).

## Демографія
Згідно з переписом 2010 року, у місті мешкала 2991 особа в 1277 домогосподарствах у складі 833 родин. Було 1426 помешкань
Расовий склад населення:
| - 97,1 % — білих - 0,6 % — корінних американців - 0,5 % — азіатів - 0,4 % — чорних або афроамериканців |

До двох чи більше рас належало 1,3 %. Частка іспаномовних становила 0,8 % від усіх жителів.
За віковим діапазоном населення розподілялося таким чином: 20,2 % — особи молодші 18 років, 64,3 % — особи у віці 18—64 років, 15,5 % — особи у віці 65 років та старші. Медіана віку мешканця становила 45,4 року. На 100 осіб жіночої статі у місті припадало 99,0 чоловіків;  на 100 жінок у віці від 18 років та старших — 96,5 чоловіків також старших 18 років.
Середній дохід на одне домашнє господарство  становив 57 562 долари США (медіана — 52 762), а середній дохід на одну сім'ю — 67 277 доларів (медіана — 67 019). Медіана доходів становила 38 011 долар для чоловіків та 46 012 долари для жінок. За межею бідності перебувало 16,6 % осіб, у тому числі 36,6 % дітей у віці до 18 років та 4,0 % осіб у віці 65 років та старших.
Цивільне працевлаштоване населення становило 1539 осіб. Основні галузі зайнятості: освіта, охорона здоров'я та соціальна допомога — 29,0 %, роздрібна торгівля — 10,5 %, транспорт — 9,3 %, виробництво — 9,0 %.